# Eckernförder Bank
Die Eckernförder Bank eG Volksbank-Raiffeisenbank ist eine deutsche Genossenschaftsbank mit Sitz in der schleswig-holsteinischen Stadt Eckernförde im Kreis Rendsburg-Eckernförde.

## Geschichte
Die heutige Eckernförder Bank eG Volksbank-Raiffeisenbank entstand am 1. Januar 2000 durch die Fusion der Eckernförder Volksbank eG mit der Raiffeisenbank Dänischer Wohld eG mit dem Sitz in Gettorf.

### Eckernförder Volksbank eG
Am 23. Juli 1874 berief der Buchbinder Schützler eine Versammlung zur Errichtung einer Genossenschaftsbank mit dem Ziel ein, den Mitgliedern durch gemeinschaftlichen Kredit bares Geld zu verschaffen und unbenutzt liegendes Geld zinstragend zu machen. Am 1. Oktober wurde sodann der Bankbetrieb in Eckernförde aufgenommen. Im Jahre 1940 erfolgte die Umbenennung der „Eckernförder Creditbank“ in „Eckernförder Volksbank e.G.m.b.H., Credit- und Sparbank seit 1874“. 1943 erfolgte eine Fusion mit der Spar- und Darlehnskasse e.G.m.b.H. zu Eckernförde zur Eckernförder Volksbank eGmbH Credit- und Sparbank seit 1874. Im Jahr 1974 erfolgte die Umbenennung in Eckernförder Volksbank eG. Zweigstellengründungen und die Übernahme kleinerer Genossenschaftsbanken in Fleckeby (1974) und Ascheffel (1986) verstärken die Entwicklung der Eckernförder Volksbank eG.

### Raiffeisenbank Dänischer Wohld eG
Am 6. Mai 1919 wurde die Spar- und Darlehenskasse Revensdorf-Gettorf in gegründet. 1972 fusionierte die Spar- und Darlehenskasse Revensdorf-Gettorf eGmbH mit dem Sitz in Gettorf mit der Spar- und Darlehenskasse Schinkel eGmbH mit dem Sitz in Schinkel, welche ebenfalls 1919 gegründet worden war und sich 1965 mit der Spar- und Darlehenskasse Neuwittenbek eGmbH mit dem Sitz in Neuwittenbek vereinigt hatte. 1984 erfolgte die Fusion der Genossenschaftsbanken Dänischenhagen, Gettorf und Osdorf zur Raiffeisenbank Dänischer Wohld eG.

### Stammbaum
Die nachstehende Liste umfasst die Fusionen/Verschmelzungen der jüngeren Vergangenheit:
- Eckernförder Bank eG Volksbank-Raiffeisenbank, Eckernförde (seit 2000)
  - Eckernförder Volksbank eG, Eckernförde (bis 2000)
    - Spar- und Darlehnskasse eGmbH, Eckernförde (bis 1943)
    - Spar- und Darlehnskasse Fleckeby eG, Fleckeby (bis 1974)
    - Raiffeisenbank Hüttener Berge eG, Ascheffel (bis 1986)
      - Spar- und Darlehnskasse eGmbH, Ascheffel (bis 1973)
        - Spar- und Darlehnskasse eGmbH, Damendorf (bis 1960)
        - Spar- und Darlehnskasse Ahlefeld-Bistensee eGmbH, Ahlefeld (bis 1963)
        - Spar- und Darlehnskasse Groß Wittensee eG, Groß Wittensee (bis 1973)

  - Raiffeisenbank Dänischer Wohld eG, Gettorf (bis 2000)
    - Raiffeisenbank eG, Gettorf (bis 1984)
      - Raiffeisenbank eG, Holtsee (bis 1980)
        - Spar- und Darlehnskasse eGmbH, Haby (bis 1968)

    - Raiffeisenbank eG, Dänischenhagen (bis 1984)
    - Raiffeisenbank eG, Osdorf (bis 1984)

## Rechtsverhältnisse
Die Eckernförder Bank eG Volksbank-Raiffeisenbank ist im Genossenschaftsregister beim Amtsgericht Kiel unter GnR 201 EC eingetragen.

## Organisationsstruktur
Rechtsgrundlagen sind das Genossenschaftsgesetz und die durch die Vertreterversammlung beschlossene Satzung. Organe der Bank sind der Vorstand, der Aufsichtsrat und die Vertreterversammlung.

## Sicherungseinrichtung
Die Eckernförder Bank eG Volksbank-Raiffeisenbank ist der amtlich anerkannten Sicherungseinrichtung des Bundesverbandes der Deutschen Volksbanken und Raiffeisenbanken GmbH und der zusätzlichen freiwilligen Sicherungseinrichtung des Bundesverbandes der Deutschen Volksbanken und Raiffeisenbanken e.V. angeschlossen. Die Eckernförder Bank eG Volksbank-Raiffeisenbank ist Mitglied im Bundesverband der deutschen Volksbanken und Raiffeisenbanken.

## Geschäftsausrichtung
Die Eckernförder Bank eG Volksbank-Raiffeisenbank eine regional tätige Universalbankgeschäft, betreibt sowohl das Privatkunden- als auch das Firmenkundengeschäft und gehört der Genossenschaftlichen FinanzGruppe Volksbanken und Raiffeisenbanken an. Im Verbundgeschäft arbeitet sie mit der DZ Bank, R+V Versicherung, Bausparkasse Schwäbisch Hall, Teambank, VR Smart Finanz, MünchenerHyp, Reisebank, DZ Privatbank, DZ Hyp und der Union Investment zusammen.

### Entwicklung der Bank
|                         | 2005 | 2006 | 2007 | 2008 | 2009 | 2010 | 2011 | 2012 | 2013 | 2014 | 2015 | 2016 | 2017 | 2018 | 2019 | 2020 | 2021 | 2022 |
| ----------------------- | ---- | ---- | ---- | ---- | ---- | ---- | ---- | ---- | ---- | ---- | ---- | ---- | ---- | ---- | ---- | ---- | ---- | ---- |
| Bilanzsumme in Mio. EUR | 239  | 226  | 238  | 255  | 266  | 296  | 311  | 323  | 327  | 344  | 354  | 368  | 384  | 402  | 422  | 453  | 488  | 511  |
| Mitarbeiterzahl         | 95   | 92   | 97   | 105  | 102  | 91   | 94   | 93   | 95   | 96   | 98   | 97   | 95   | 95   | 95   | 95   | 95   | 93   |
| Mitglieder              | 6749 | 6795 | 6922 | 6933 | 7013 | 7069 | 7134 | 7369 | 7520 | 7531 | 7747 | 7957 | 8059 | 8091 | 8176 | 8215 | 8232 | 8231 |

## Geschäftsgebiet
Das Geschäftsgebiet liegt im Norden des Kreises Rendsburg-Eckernförde sowie innerhalb von Kiel und umfasst die Städte Eckernförde mit Umland, die Regionen Dänischer Wohld, Schwansen, Hüttener Berge, Kappeln und den Norden von Kiel.
An diesen Orten betreibt die Bank Filialen:
- Eckernförde (Hauptstelle, jur. Sitz + 3 SB-Geschäftsstelle)
- Gettorf (1 Geschäftsstelle + 1 SB-Geschäftsstelle)
- Dänischenhagen (Geschäftsstelle)
- Rieseby (SB-Geschäftsstelle)
- Kappeln (SB-Geschäftsstelle)
- Pries (SB-Geschäftsstelle)
- Suchsdorf (SB-Geschäftsstelle)

### Tochterunternehmen
Seit Juni 1992 ist die „VIS – Volksbank Immobilien Service GmbH“ als 100%iges Tochterunternehmen aktiv. Sie befasst sich im Wesentlichen mit der Vermittlung von Immobilien. Das Büro befindet sich im Gebäude der Eckernförder Bank eG Volksbank-Raiffeisenbank in der Kieler Straße in Eckernförde.